# Актион (канонерская лодка)
«А́ктион» (греч. «Άκτιον») — греческая канонерская лодка. Построена на верфи Blackwall Yard в городе Блэкуолл в 1881 году. Принадлежала к классу малых плоскодонных канонерок, известных как «ренделовские канонерки». У этой канонерки, как и у однотипной «Амвракиа» было одно единственное предназначение: военные действия в пограничном тогда с Османской империей, мелководном заливе Амвракикос, в случае войны за освобождение Эпира, что входило в планы Греческого королевства с момента его образования.
Первоначально канонерка получила имя одного из оплотов флота Греческой революции острова Спеце, также как из этих же соображений второе судно получило имя острова Идра.
С заказом этих 2 канонерок, заказанные годом ранее во Франции и также предназначенные для залива Амвракикос, но значительно меньшего размера, канонерки типа «Альфа» сменили свои имена.
В 1889 году, после ввода в состав флота одноимённых броненосца «Спеце» и броненосца «Идра», канонерка в свою очередь была переименована в «Актион», что как и новое имя канонерки «Идра» переименованной в «Амвракиа» откровенно говорило о их предназначении (Акциум и Амбракия — топонимы залива Амвракикос).
«Актион» приняла участие в греко-турецкой войне 1897 года, под командованием капитана Е. Томбазиса, в составе Западной Ионической флотилии. В составе той же флотилии и под командованием капитана Е.Лампадариоса, канонерка приняла участие в Балканских войнах 1912—1913 годов.
В годы Первой мировой войны канонерка была использована как минный заградитель в водах вокруг Пирея.
После окончания войны канонерка была выведена из состава флота в 1919 году.

## Наследники
- Актион (вспомогательный крейсер), вошёл в состав флота в 1919 году
- Актион (минный заградитель), вошёл в состав флота в 1953 году